# Psychotria patentinervia
Psychotria patentinervia är en måreväxtart som beskrevs av Johannes Müller Argoviensis. Psychotria patentinervia ingår i släktet Psychotria och familjen måreväxter. Inga underarter finns listade i Catalogue of Life.